# پنتر سولو

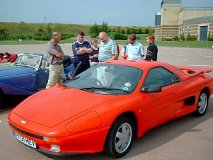

پنتر سولو (Panther Solo) خودرویی است که در سال‌های ۱۹۸۹ تا ۱۹۹۰between ۱۲ and ۲۵ producedدر انگلند تولید شده‌است.
طراحی آن خودروهای موتور وسط عقب-محور عقب بوده وزن آن در حالت طبیعی ۲٬۹۵۴ پوند (۱٬۳۴۰ کیلوگرم)  است. 